# スクランブル合体ロボ
スクランブル合体ロボはタカラ（現・タカラトミー）の玩具シリーズ『トランスフォーマー』（以下､TF）の1カテゴリー。

## 概要
トランスフォーマーシリーズの合体ロボットの中でも、胴体となる1体のロボットに、共通ジョイントで手足となる4体のロボットが合体する機構を持つカテゴリ。
合体ロボットとしてはこれ以前にポピーの『超電磁ロボ コン・バトラーV』、『超電磁マシーン ボルテスV』、ブルマァクの『合身戦隊メカンダーロボ』、クローバーの『無敵超人ザンボット3』、『最強ロボ ダイオージャ』、『魔境伝説アクロバンチ（子会社のポプラが販売）』、タカトクトイスの『宇宙魔神ダイケンゴー』、『銀河烈風バクシンガー』、トミーの『伝説巨神イデオン』、野村トーイの『宇宙戦士バルディオス』などがあるが、こちらは自由に合体できず、差し替えパーツを必要とする合体ロボだった。換装可能な合体ロボットは、ジャンボマシンダー『ゲッターロボ』（ポピー）、『機動戦士ガンダム』（クローバー）が存在したが、上半身と下半身の交換に留まった。
ブルマァクの『UFO戦士ダイアポロン』、ミクロマンやマグネモシリーズ（『鋼鉄ジーグ』、『マグネロボ ガ・キーン』、『超人戦隊バラタック』、『ゴワッパー5 ゴーダム』）にも見られるタカラ（現・タカラトミー）の玩具や青島文化教材社の合体ロボシリーズなどの「互換性のある玩具」のノウハウが活きており、各部隊のリーダーが胴、他のメンバーが共通のジョイント部で接合した手足となる。
元はダイアクロンの「自由合体シリーズ」として開発が進んでおり、シリーズのTFへの流用に際してTF玩具として世に出た。
シーコンズ以外はサイバトロンとデストロンのライバル同士のチームとなっており、変形モチーフにおいても「空対陸」「防衛･救助対戦闘」「ハイテク対獣性」と対比を打ち出し、両軍の拮抗の図式をより鮮明にしている。

## 各部隊
本項ではアニメ項目との重複を避けるため玩具を主体に解説する。

### エアーボット
車に変形したり、飛行メカに変形してもロボットモードでは飛べない者が多いサイバトロンの航空戦力を補填するため生み出された。
航空指揮官シルバーボルト
コンコルドとスロープが付いた発進基地に変形する。
副官スリング
ハリアーに変形。頭部と車輪を収納する仕組みが他の手足に変形するメンバーと異なる。
戦士エアーライダー
敵であるデストロンのスタースクリーム、スカイワープ、サンダークラッカーと同じF-15に変形。
偵察員ファイヤーボルト
F-4に変形。
航空戦略家スカイダイブ
F-16に変形。役割分担はデザインの似通った他のメンバーとの差別化に貢献している。
合体戦士スペリオン
手足の入れ替えによるシルエットの変化が乏しいという難点こそあるが、「サイバトロン初の航空部隊による合体戦士」という強いキャラクター性を持つ。

### スタントロン
車に変形できるサイバトロンに対抗するためにメガトロンの提案で作り出されたデストロンの新メンバーである。OVAではエアーボットに対抗してデストロンが自軍の陸上戦力を補填すべく誕生したという設定になっている。
参謀モーターマスター
トレーラー（トラック）とカタパルトが付いた発進基地に変形。キャブ部分を分離しないまま変形するため、足首がキャブで構成されているのが特徴。
斥候ブレークダウン
カウンタックに変形。ブレークダウンと同じ車種に変形するサイバトロンも存在し、差別化のために脚部の変形方式が異なる。
兵士ドラッグストライブ
六輪式のティレル・P34に変形。
テロリスト ワイルドライダー
フェラーリ308GTBに変形。ロボットモードでは他のスタントロンと比べると一際背が低い。
兵士デッドエンド
ポルシェ928に変形。脚部の変形はブレークダウンと同じである。
合体兵士メナゾール
トランスフォーマーでは珍しく剣が武器となっている。

### プロテクトボット
ライバルであるコンバットロンが軍用機に変形するのに対し、緊急車両に変形。特に誕生エピソードはない。
防衛指揮官ホットスポット
消防車と防衛基地に変形。防衛基地モードのマニピュレーターが可動する。
航空支援員グレイズ
救助ヘリコプターに変形。ローターをV字型に変形することができ、シルエットを変えられる。
偵察員グルーブ
白バイに変形。下半身はシートの部分が左右に分かれるだけで足首となる、下半身が無変形であるTF玩具の嚆矢。
追跡員ストリートワイズ
パトカーに変形。車の前後180度を動かすことでロボットモードに変形。ロボットモードは他のプロテクトボットに比べて長身である。
救助員ファーストエイド
救急車に変形。
合体戦士ガーディアン
合体戦士の中で、唯一頭部が別パーツでない。『合体大作戦』展開時にはガードシティと名前を変えて再発売されている。

### コンバットロン
スタースクリームがメガトロンに対抗するためにガダルカナル島に残されていた軍用機および武器から作り出した自分の部隊である。
攻撃参謀オンスロート
ミサイルトレーラーと発進基地に変形。ミサイルトレーラーの後部に他のメンバーを乗せることができる。
偵察兵ボルター
軍用ヘリに変形。合体の際、腕に変形させればローターを回転させて遊ぶことができる。
狙撃兵ブロウル
重量感溢れる戦車から変形する。合体の際、腕に変形させれば砲塔を回転させて遊ぶことができる。
宇宙兵ブレストオフ
航空機に変形するエアーボットとの差別化のためか、航空機ではなくスペースシャトルに変形する。
補給兵スィンドル
ジープに変形。タイヤは合体する際にプロテクターの脇から見えるオンスロートのものと同形。
合体兵士ブルーティカス
『合体大作戦』のバトルガイアー、『カーロボット』のバルディガスなど、幾度となく再発売された。また、他のスクランブル合体ロボと比べてもリメイクされた回数が多い。

### テックボット
登場時期のシリーズ全体の趨勢に合わせ、フューチャービークルに変形。一時的に天才になったグリムロックが自分の手で作り出した新メンバー。
攻撃指揮官スキャッターショット
SFジェットに変形。合体時のプロテクターが台座になる。第三モードは基地でなく砲座。
射撃員アフターバーナー
SFバイクに変形。武器パーツ（レーザー誘導焼夷弾ミサイル、連射型プラズマパルスキャノン砲）を取り付けることが可能。
探索員ライトスピード
SFカーに変形。
狙撃員ストレイフ
SFジェットに変形。双機首がロボットモードでは銃になる。
砲撃員ノーズコーン
ドリルタンクに変形。
合体戦士コンピューティコン
英語版では「コンピュートロン」という名前になっている。テックスペックの知力は「10」で、合体戦士の中では最高値。

### テラートロン
怪物に変形するのだが、モチーフは神話や伝説に基づくものもあれば独創的なものもある。特に誕生エピソードはないが、クインテッサ星人が自身の手足として生み出したとされている。
破壊指揮官ハングルー
双頭竜と防衛基地に変形。合体時のプロテクターは盾となる。
当初は二つの首のデザインを違える予定があった。
急襲兵カットスロート
怪鳥に変形。合体する際に腕にしても翼の角度が180度のため、正面から見ると目立たない。
テロリスト リッパースナッパー
サメ型モンスターに変形。フォルムは怪物的であり、サメとしての特徴はあまり出ていない。
追撃兵シナーツイン
オルトロスを思わせる双頭獣に変形。
火炎歩兵ブット
ミュータントに変形。モチーフが分かりにくいが、玩具が発売された当時の書籍によれば蛙の怪物とのこと。横幅がありすぎるために合体の際に足に変形させにくい。
合体兵士オボミナス
個々のデザインを考えると、それなりに纏まったシルエットを呈する。トランスフォーマー史上最も頭が悪い兵士であり、テックスペックでは知力が「1」となっている。テックスペックの数値に0が入ることはないため、知力がオボミナスより下回るTFは後続作品でも登場していない（ただし、知力がオボミナスと同じ1のTFは存在する）。他の合体ロボと比べてリメイクされる機会が少ない。

### シーコンズ
海棲生物型モンスターに変形する。手足となるメンバーは五人で残る一人は銃となる。すなわち、スクランブル合体ロボであると同時にターゲットマスターでもある。既存のカテゴリーに＋αのプレイバリューという点からトランスフォーマーのデストロン系重視の姿勢が窺える。国内では登場作『超神マスターフォース』がそれまでの作品と繋がりが弱くなったため、部隊を越えた合体もアピールされなかった。
シーコンズ指揮官タートラー
カメ型モンスターに変形。基地などに変形しない代わりに背部の砲身と連動したギミックを持つ。
海中破壊兵オーバーバイト
手足のあるサメ型モンスターに変形。リッパースナッパーとの差別化のためかモチーフとなっている鮫の特徴が色濃く出ている。
深海攻撃兵ガルフ
シーラカンス型モンスターに変形。手足が小さめで、変形機構がオーバーバイトと同一であることによる類似感を払拭している。
機雷攻撃兵テンタキル
イカ型モンスターに変形。
海中爆破兵ロブクロウ
エビ型モンスターに変形。銃に変形させた際にエビの足が干渉し、折角銃にしても持たせづらいためか、海外でのセット販売（復刻版では6体セットに戻っている）や『ビーストウォーズⅡ』において仕様変更品がゴッドネプチューンとして販売された際には削除されている。
海洋工作兵クラーケン
エイ型モンスターに変形。
深海合体兵士キングポセイドン
ゴッドネプチューンとしてのリカラーや食玩『トランスフォーマーガム』でのリメイクなど、ブルーティカスに次いで再発売される機会が多い。

## 特徴
スクランブル合体戦士は、それ以前の合体戦士であるデバスターと比較すると、作戦に対し非常に柔軟に適応できるという特徴がある。
スクランブル合体戦士は、その合体パターンによって24通り（シーコンズのみ120通り）の形態を持つことになる。そのため、様々な状況に対応することが可能だが、各メンバーの慣熟が十分でないと、大きな隙を生んでしまう。
OVA『スクランブルシティ発動編』では、スペリオンとメナゾールが手足を換装させる描写が見られ、さらにスペリオンが換装する際に手間取り、メナゾールにその隙を突かれてピンチに陥っている。また、同作では敵に合体されると、その箇所に行動不能に陥るほどの激痛が走るという描写も見られる。こうした手足を分離して相手にぶつける攻撃方法は、当時の書籍において「セパレートアタック」と呼ばれた。
あくまで基本は胴体、両腕、両足による5体合体（キングポセイドンのみ武器担当を含めて6体）であるが、アニメでは本来足に変形するキャラクターが太股部分までを形成して合体していたり、胸と腹が分離して合体するなど玩具と異なった合体をする場面が描かれている。

### 応用
手足の換装をさらに進め、各部隊の混成合体を行うことも可能である。サイバトロンは『トランスフォーマーテレフォン』にて、混成合体の研究に積極的な姿勢を見せていた。また、『2010』の後半の時期に行われた「スクランブル大決戦」キャンペーンにて、エアーボット、プロテクトボット、テックボットの混成合体戦士「コンペリアン」、スタントロン、コンバットロン、テラートロンの混成合体兵士「オボメナティカス」が登場しており、また、テレビマガジンで連載されていたまがみばんの『超神マスターフォース』のコミカライズでは、シーコンズを中心とした混成合体兵士「スクランブル7」が登場している。このスクランブル7は、合体戦士の銃に変形するというシーコンズメンバーの特徴を生かし、二挺拳銃によって7体合体となっている。
『スーパーリンク』に登場する合体戦士スペリオン、ブルーティカス、ビルドロンの3名は、共通の規格を持ち、指揮官が胴体、各メンバーが四肢に変形し、四肢が入れ替え可能という、スクランブル合体ロボと全く同一のコンセプトを持っている。2010年代に展開されている『コンバイナーウォーズ（日本展開時は『ユナイトウォリアーズ』）でもこのコンセプトは継承しており、さらに小型トランスフォーマーが合体するギミックを追加された（『ユナイトウォリアーズ』ではこのギミックに関する掲示はされず）。
アニメ本編ではこれらの混成合体は行われず、日本製作の『 スクランブルシティ発動編』でのみ行われた。フットワーク出版『変形・合体ロボット完全攻略書』のライター・田中秀明によれば、「ハズブロが「子どもが混乱するから」とかいった理由でアピールしなかったから」とのこと。